# 波尼縣 (堪薩斯州)
波尼县（英語：Pawnee County，簡稱PN）是美國堪薩斯州中部的一個縣。面積1,954平方公里。根據美國2000年人口普查，共有人口16,612人。縣治拉尼德 (Larned)。
成立於1867年2月26日，1872年縣政府成立。縣名來自波尼河 （河名指的是波尼族印第安人）。